# آمیلوپکتین
آمیلوپکتین یک پلیمر با شاخه‌های بسیار گلوکز می‌باشد که در گیاهان یافت می‌شود. آمیلوپکتین به همراه آمیلوز از واحدهای سازنده نشاسته است. آمیلوپکتین نامحلول در آب است.

واحدهای گلوکز در آمیلوپکتین به صورت پیوند آلفا ۱ به ۴ در ستون اصلی و به صورت آلفا ۱ به ۶ در شاخه‌های فرعی به هم متصل شده‌اند. این شاخه‌های فرعی به‌طور تقریبی هر ۲۴ تا ۳۰ گلوگز یک بار دیده می‌شوند.

هومولوگ آمیلوپکتین در حیوانات گلیکوژن می‌باشد که دارای ساختاری مشابه است با این تفاوت که داری شاخه‌هایی فراوان تر و کوتاهتر می‌باشد که به‌طور تقریبی هر ۸ تا ۱۲ گلوکز یک بار رخ می‌دهند.